# هارون هيرمان
هارون هيرمان (بالإنجليزية: Aaron Herman) هو مجدف أمريكي، ولد في 17 فبراير 1953 في ستامفورد في الولايات المتحدة.

## وصلات خارجية
- هارون هيرمان على موقع الاتحاد الدولي للتجديف (الإنجليزية)
- هارون هيرمان على موقع أوليمبيديا (الإنجليزية)